# Leopold Weinhofer
Leopold Weinhofer (* 9. November 1879 in Riedenthal; † 15. August 1947 in Schwechat) war ein österreichischer Politiker (SDAP) und Tischlergehilfe. Weinhofer war von 1919 bis 1932 Abgeordneter zum Landtag von Niederösterreich.

## Leben
Weinhofer besuchte eine einklassige Volksschule und absolvierte in der Folge eine Tischlerlehre. Später war er als Eisenbahner beschäftigt. 1910 übersiedelte er nach Schwechat und war in den dortigen Hammerbrotwerken tätig. Weinhofer war ab 1903 Funktionär in mehreren sozialdemokratischen Organisationen.
Er gehörte ab 1918 dem Gemeinderat von Schwechat an. Zudem war er von 1919 bis 1930 (1932) Bürgermeister der Stadt. Weinhofer vertrat die Sozialdemokratische Arbeiterpartei ab dem 20. Mai 1919 im Niederösterreichischen Landtag, wobei er zwischen dem 10. November 1920 und dem 11. Mai 1921 während der Trennungsphase von Wien und Niederösterreich der Kurie Niederösterreich Land angehörte.

## Prozess
Nachdem er 1927 von Tischlern der Gemeinde Arbeiten in seinem Hause verrichten ließ, wurde er im März 1930 verhaftet, da gegen ihn unter anderem der Verdacht der Veruntreuung von Gemeindegeldern vorlag. Daraufhin ließ sich Weinhofer beurlauben und legte nach seiner Verurteilung alle seine politischen Funktionen nieder. Sein Landtagsmandat gab er am 22. Februar 1932 zurück.
Der Prozess gegen Weinhhofer und die neun Mitangeklagten wurde am 8. Februar 1932 am Landesgericht für Strafsachen Wien durch den Staatsanwalt Hellriegl eröffnet, wobei knapp 100 Zeugen geladen waren. Weinhofer wurde von Arnold Eisler verteidigt. Das Urteil wurde am 23. Februar 1932 durch Richter Drögsler verlautbart. Weinhofer wurde verurteilt, weil er zwei Strafanzeigen – darunter eine gegen seinen Sohn Leopold – nicht weiterleitete und Gelder der Gemeinde als Darlehen vergab. Er wurde zu zwei Monaten einfachen Kerkers, verschärft mit einem Fasttag im Monat verurteilt. Vom Verdacht der Veruntreuung wurde er freigesprochen. Die Mitangeklagten in dem Prozess erhielten unterschiedliche Strafen und auch Freisprüche.